# Col de la Quillane
Le col de la Quillane est un col de montagne des Pyrénées-Orientales. Il marque, à 1 713 m d'altitude, la limite entre les communes de La Llagonne et de Matemale et les comarques du Conflent et du Capcir, entre les vallées de l'Aude et de la Têt. Il se trouve sur la route des cols.

## Toponymie
Le col de la Quillane est nommé Coll de la Quillana, parfois de La Guillana, en catalan. Ce nom a été donné, au Moyen Âge, à un hameau situé sur ce col et alors une dépendance de l'abbaye Saint-Michel de Cuxa. L'ensemble doit son nom à la ville de Quillan auquel le col permet d'accéder. La première mention connue du col est Quillanum en 959,.
Le col est flanqué, au nord, par le puig del Castelló (du latin Castellum signifiant « château ») d’altitude 1 710 mètres : le col peut en conséquence être parfois nommé « coll de Castelló » ou « de Casteillon ».

## Géographie
Décrivant son trajet depuis Mont-Louis, Dubédat écrit, en 1900 : « La Tet franchie sur un pont de granit, j'étais bientôt à la Llagonne, petite ville froide & fouettée de tous les vents ; la route monte au travers des forêts de pins, au lac & au col étranglé de Casteillon & au plateau de la Quillane où se fait le partage des eaux entre l'Aude & la Tet. En descendant de ces hauteurs, on entre dans un bassin de roches calcaires, entourées de bois & de bruyères, & dans la vallée de l'Aude ; on traverse des coteaux rocailleux. & après avoir franchi le ruisseau de Valserié, on entre à Formiguères. »
Le col permet le passage entre les deux sommets suivants, les plus proches du col :
- au sud-ouest, la serrat de Junot (1 808 m)[6], sur laquelle se trouvent les pistes de ski de la station locale de sports d’hiver ;
- au nord-est, « el Dormidor » (2 042 m)[7].

## Histoire
C'est au col de la Quillane que Prosper Auriol et plusieurs de ses amis du Club alpin français ont effectué, le 29 janvier 1901, la première descente à ski des Pyrénées,.

## Activités
Au col se trouvent la petite station de ski de La Quillane, la « maison du Capcir », lieu d'informations touristiques et point de départ de nombreuses randonnées, ainsi que le siège de la communauté de communes Pyrénées catalanes. Sur le flanc sud-est se trouve l'aérodrome de Mont-Louis - La Quillane.

## Flore et protection
La zone du col, relativement humide, est tapissée de prairies naturelles et entourée de forêts et zones de pacage. Son habitat de bas-marais dont le sol est alcalin est protégé, à l'exception de l'aérodrome et des téléskis, par une zone naturelle d'intérêt écologique, faunistique et floristique (ZNIEFF) de type 1 et abrite en particulier une riche flore. La liste des espèces déterminantes (dont certaines sont protégées) élaborée pour la ZNIEFF est donnée dans le tableau ci-dessous.
| Espèce                                             | Statut | Image |
| -------------------------------------------------- | --- | ----- |
| Laîche distique (Carex disticha)                   | Espèce inscrite sur la liste rouge de l'UICN au niveau européen, non protégée au niveau local. |       |
| Laîche puce (Carex pulicharis)                     | Espèce non protégée au niveau local. |       |
| Laîche vésiculeuse (Carex vesicaria)               | Espèce inscrite sur la liste rouge de l'UICN au niveau européen, non protégée au niveau local. |       |
| Scirpe pauciflore (Eleocharis quinqueflora)        | Espèce inscrite sur la liste rouge de l'UICN au niveau européen, non protégée au niveau local. |       |
| Endressie des Pyrénées (Endressia pyrenaica)       | Espèce inscrite sur la liste rouge de la flore vasculaire de France métropolitaine. Espèce menacée.                                                                                                   |       |
| Gaillet boréal (Gallium boreale)                   | Espèce non protégée au niveau local. |       |
| Gentiane des Pyrénées (Gentiana pyrenaica)         | Espèce non protégée. |       |
| Jonc des Pyrénées (Juncus pyrenaeus)               | Espèce inscrite sur la liste rouge de la flore vasculaire de France métropolitaine. Espèce protégée au niveau national.                                                                               |       |
| Ligulaire de Sibérie (Ligularia sibirica)          | Espèce inscrite sur la liste rouge de l'UICN au niveau européen, la liste rouge de la flore vasculaire de France métropolitaine et dans le livre rouge de la Flore menacée de France. Espèce menacée. |       |
| Pédiculaire mixte (Pedicularis mixta)              | |       |
| Pédiculaire verticillée (Pedicularis verticillata) | |       |
| Potentille des marais (Polentilla palustris)       | |       |
| Saule bicolore (Salix bicolor)                     | |       |
| Scorsonère des prés (Scorzonera humilis)           | |       |
| Pigamon simple (Thalictrum simplex)                | |       |
| Calycocorsus stipité (Willemetia stipitata)        | |       |
| Séneçon spatulé (Tephroseris helenitis)            | |       |